# Psychotria comperei
Psychotria comperei är en måreväxtart som beskrevs av Ernest Marie Antoine Petit. Psychotria comperei ingår i släktet Psychotria och familjen måreväxter. Inga underarter finns listade i Catalogue of Life.